# Filippo Lancellotti
Filippo Lancellotti (Roma, 17 agosto 1732 – Roma, 13 giugno 1794) fu nominato cardinale della Chiesa cattolica da papa Pio VI.

## Biografia
Figlio di Ottavio Maria, principe di Lauro e di Marzano, e di sua moglie, Angelica Lante, fu poeta e nel 1759 venne nominato "principe dell'Accademia degli Infecondi" che per l'appunto aveva sede presso Palazzo Lancellotti a Roma.
Papa Pio VI nel 1779 lo nominò uditore di Rota, nel 1786 suo maggiordomo, ed infine lo elevò al rango di cardinale dell'ordine dei diaconi nel concistoro del 21 febbraio 1794. 
Morì pochi mesi dopo, il 13 giugno 1794 all'età di 61 anni, prima che gli venisse assegnato un titolo cardinalizio.